# 日本港湾経済学会
日本港湾経済学会（にほんこうわんけいざいがっかい、英: The Japan Port Economics ssociation）は、港湾及び空港等に関する総合的な学術・学際研究を行うことを目的に、1962年 （昭和37年） に設立された学会。
2022年60周年を迎え、これまで60年全国大会・地方部会を開催し、海と空のPORT ECONOMICSに係る研究を続けている。

## 沿革
| 1962 創立（第1回）総会 | 横浜港           |                                                        |
| 1963 第2回大会         | 東京港           | 港湾投資の諸問題                                       |
| 1964 第3回大会         | 神戸港           | 経済発展と港湾経営                                     |
| 1965 第4回大会         | 名古屋港         | 地域開発と港湾                                         |
| 1966 第5回大会         | 新潟港           | 日本海沿岸における港湾の諸問題                         |
| 1967 第6回大会         | 北九州･下関港    | 輸送の近代化と港湾                                     |
| 1968 第7回大会         | 小樽港・道央諸港 | 流通体系の整合性と港湾の近代化                         |
| 1969 第8回大会         | 大阪港           | 大都市港湾の諸問題と将来                               |
| 1970 第9回大会         | 清水港           | 流通革新と埠頭経営                                     |
| 1971 第10回大会        | 横浜港           | 広域港湾と港湾経営の諸問題                             |
| 1972 第11回大会        | 神戸港           | 輸送システムの変革と港湾経営                           |
| 1973 第12回大会        | 名古屋港         | 港湾の近代化と地域経済・社会                           |
| 1974 第13回大会        | 長崎港           | 地方港湾の役割と課題                                   |
| 1975 第14回大会        | 千葉港           | 港湾と物価問題                                         |
| 1976 第15回大会        | 那覇港           | 港湾経営と財政問題                                     |
| 1977 第16回大会        | 東京港           | 港湾と都市問題                                         |
| 1978 第17回大会        | 札幌・道央諸港   | 地域開発と港湾問題                                     |
| 1979 第18回大会        | 神戸港           | 都市と港湾                                             |
| 1980 第19回大会        | 佐世保港         | 人間社会と港湾                                         |
| 1981 第20回大会        | 横浜港           | 都市経済と港湾経営                                     |
| 1982 第21回大会        | 富山港           | 地方港湾の構造と課題                                   |
| 1983 第22回大会        | 松山港           | 輸送体系の変化と港湾                                   |
| 1984 第23回大会        | 名古屋港         | 国際経済と港の動向                                     |
| 1985 第24回大会        | 大阪港           | 港湾活性化と都市再開発                                 |
| 1986 第25回大会        | 東京港           | 港湾と国際複合輸送の展望                               |
| 1987 第26回大会        | 清水港           | 臨海部再開発と港湾                                     |
| 1988 第27回大会        | 北海道           | 港湾とヒンターランド                                   |
| 1989 第28回大会        | 北九州港         | 港湾と国際経済社会の変貌                               |
| 1990 第29回大会        | 川崎港           | ウォーターフロント開発と港                             |
| 1991 第30回大会        | 横浜港           | 横浜港・その課題と展望                                 |
| 1992 第31回大会        | 釧路港           | 地域経済の国際化と港湾                                 |
| 1993 第32回大会        | 長崎港           | アジアの経済発展と港湾                                 |
| 1994 第33回大会        | 大船渡港         | 地域の活性化と港湾                                     |
| 1995 第34回大会        | 四日市港         | 市民生活と港                                           |
| 1996 第35回大会        | 伏木富山港       | 国際拠点港湾と都市（まち）づくり                       |
| 1997 第36回大会        | 名古屋港         | 港湾の国際化と経営                                     |
| 1998 第37回大会        | 那覇港           | アジアの経済発展と沖縄港湾                             |
| 1999 第38回大会        | 清水港           | 規制緩和の時代と港湾                                   |
| 2000 第39回大会        | 神戸港           | 港湾と都市の発展                                       |
| 2001 第40回大会        | 横浜港           | 横浜と港湾文化                                         |
| 2002 第41回大会        | 北海道港         | 北東アジアと日本の港湾                                 |
| 2003 第42回大会        | 東京港           | 首都圏港湾の経営と課題                                 |
| 2004 第43回大会        | 大船渡港         | 地域活性化と港湾機能の課題                             |
| 2005 第44回大会        | 下関港           | フェリーと港湾                                         |
| 2006 第45回大会        | 横浜港           | スーパー中枢港湾と港湾経営                             |
| 2007 第46回大会        | 名古屋港         | ロジスティクスと港湾経営                               |
| 2008 第47回大会        | 仙台塩釜港       | 地域経済の活性化と港湾                                 |
| 2009 第48回大会        | 北九州門司港     | 環境と港湾                                             |
| 2010 第49回大会        | 清水港           | 港湾競争とすみ分け                                     |
| 2011 第50回大会        | 横浜港           | 国際戦略港湾と港湾経営                                 |
| 2012 第51回大会        | 京都             | 震災と港湾                                             |
| 2013 第52回大会        | 伏木富山港       | 日本海側拠点港湾と北東アジア                           |
| 2014 第53回大会        | 三河港           | 特色ある地方港湾の現状と課題                           |
| 2015 第54回大会        | 大阪港           | 阪神港・その課題と展望                                 |
| 2016 第55回大会        | 石狩湾新港       | 地域経営と港                                           |
| 2017 第56回大会        | 東京港           | アライアンス時代の海と空の港                           |
| 2018 第57回大会        | 名古屋港         | 人口減少時代の港湾における生産性向上                   |
| 2019 第58回大会        | 小名浜港         | 震災からの復興と港湾－国際バルク戦略と親水型港湾の共存 |
| 2020 第59回大会        | 関西国際空港     | コロナ禍の為延期                                       |
| 2021 第59回大会        | 関西圏空港       | 関西圏における航空物流機能－コロナ禍における現状と課題 |
| 2021 第60回記念大会    | 横浜港           | みなとの現在・過去・未来                               |

## 歴代会長
| 歴 代 | 氏 名       | 就任と退任                         | 開催大会               |
| 初代  | 矢野 剛     | 1962年10月16日 ～1971年 8月23逝去  | 第1回大会～第９回大会  |
| 2代   | 柴田 銀次郎 | 1971年10月5日 ～1975年10月24日     | 第10回大会～第13回大会 |
| 3代   | 東 寿       | 1975年10月24日～1978年 7月11日逝去 | 第14回大会～第16回大会 |
| 4代   | 北見 俊郎   | 1978年 8月26日～2002年 3月31日     | 第17回大会～第40回大会 |
| 5代   | 山上 徹     | 2002年 4月1日～2006年 3月31日      | 第41回大会～第44回大会 |
| 6代   | 小林 照夫   | 2006年 4月1日～2010年 3月31日      | 第45回大会～第48回大会 |
| 7代   | 三村 眞人   | 2010年 4月1日～2014年 3月31日      | 第49回大会～第52回大会 |
| 8代   | 吉岡 秀輝   | 2014年 4月1日～2018年 3月31日      | 第53回大会～第56回大会 |
| 9代   | 石田 信博   | 2018年 4月1日                      | 第57回大会～第58回大会 |
| 10代  | 松尾 俊彦   | 2020年 4月1日                      | 第59回大会～           |

### その他
国内における学術連合体への加入：日本学術会議協力学術研究団体、日本経済学会連合
地方部会：北海道部会、関東部会、中部部会、関西部会、九州部会（休眠中、東北部会、北陸部会）